# Царицыно (район Москвы)
Цари́цыно — район в Южном административном округе города Москвы и соответствующий ему одноимённый муниципальный округ.

## Показатели района
По данным на 2010 год площадь территории района составляет 843,44 га. Плотность населения — 14654,7 чел./км², площадь жилого фонда — 1836,9 тыс. м² (2010 год).

## История
Царицыно — исторический район, существующий более 400 лет. Первое летописное упоминание об этой местности относится к 1589 году. При раскопках Царицынских курганов было обнаружено большое количество вещественных доказательств проживания здесь людей в глубокой древности. Краевед И. Сергеев писал, что главное селение этого района несколько раз меняло свое название: пустошь Черногрязная — с 1589 года; Чёрная Грязь — до 1683—1684 годов; село Богородское — после 1684 года; снова Чёрная Грязь — 1612 год; Царицыно — с 1775 года, Ленино — с 28 сентября 1918 года по август 1991 года.
История Царицына тесно связана с именем императрицы Екатерины II, которая приобрела эту местность в 1776 году у князя Дмитрия Кантемира и поручила построить в честь очень выгодного для России Кучук-Кайнарджийского мирного договора с Турцией ансамбль дворцов и сооружений. С Царицыном связаны биографии многих выдающихся людей, писателей, поэтов, ученых, актёров. Пейзажи Царицына описаны в произведениях Льва Толстого, Ивана Тургенева, Леонида Андреева, Ивана Бунина и др. Здесь пел Фёдор Шаляпин.
В 1927 году в районном центре Ленино проживало 5 тысяч жителей. В 1939 году Ленино получило статус рабочего посёлка. Численность населения составила 16 тысяч человек. В 1960 году Ленино с населением более 20 тысяч человек вошло в Пролетарский район Москвы. С 1962 по 1967 годы здесь велось строительство жилого массива, получившего название «Ленино-Дачное». Построенные в это время пятиэтажные жилые дома существуют до настоящего времени и составляют около половины жилого фонда района.
С 1968 года Ленино входит в Красногвардейский район города Москвы. В 1991 году исторический район Царицыно (Ленино) был разделён между тремя муниципальными районами: Орехово-Борисово Северное, Бирюлево Восточное и Царицыно. Старое Царицыно и Царицынский парк в настоящее время являются местом отдыха, совместных праздничных мероприятий для жителей этих районов.

## Население
| 2002     | 2010     | 2012     | 2013     | 2014     | 2015     | 2016     |
| -------- | -------- | -------- | -------- | -------- | -------- | -------- |
| 115 708  | ↗125 356 | ↗126 305 | ↗126 698 | ↗127 348 | ↗127 911 | ↗128 404 |
| 2017     | 2018     | 2019     | 2020     | 2021     | 2023     | 2024     |
| ↘128 303 | ↗128 963 | ↗129 138 | ↗129 318 | ↘123 922 | ↘120 748 | ↘119 021 |

### Национальный состав
По итогам переписи населения 2020 года проживали следующие национальности (национальности менее 0,1 % и другое, см. в сноске к строке «Другие»):
| Национальность | Численность, чел. | Доля     |
| -------------- | ----------------- | -------- |
| Русские        | 75 702            | 61,09 %  |
| Татары         | 502               | 0,41 %   |
| Армяне         | 365               | 0,29 %   |
| Украинцы       | 337               | 0,27 %   |
| Азербайджанцы  | 207               | 0,17 %   |
| Киргизы        | 186               | 0,15 %   |
| Грузины        | 183               | 0,15 %   |
| Узбеки         | 182               | 0,15 %   |
| Таджики        | 151               | 0,12 %   |
| Другие         | 46 107            | 37,20 %  |
| Итого          | 123 922           | 100,00 % |

## Религия
- Церковь Успения Богородицы на Котляковском кладбище. Входит в состав Даниловского благочиния Московской городской епархии Русской православной церкви. Церковь расположена по адресу: Деловая улица, д. 21, стр. 13[23]

- Церковь Успения Богородицы на Котляковском кладбище

## Органы власти
Главой управы района Царицыно является Белов Сергей Александрович., руководителем аппарата совета депутатов муниципального округа района Царицыно — Алпеева Валентина Дмитриевна. Главой муниципального округа района Царицыно и председателем муниципального Собрания — Хлестов Дмитрий Владимирович. Первым заместителем главы управы по вопросам жилищно-коммунального хозяйства и благоустройства, строительства — Масликов Игорь Васильевич.

## Транспорт
На территории района находятся:
- Две станции метрополитена — «Царицыно» и «Кантемировская» (открыты в 1984 году).
- Станция МЦД-2 Курского направления МЖД «Царицыно» (открыта в 1865 году).
- Станция электропоездов Павелецкого направления МЖД «Чертаново» (открыта в 1934 году).
- С автобусной остановки «Метро Кантемировская» ходят междугородние маршруты, такие как 489 (Москва — Видное), 1020 (Москва — Видное).

## Парки
На территории района находятся несколько парков и скверов.
Аршиновский парк был создан в конце XIX века, признан памятником природы. В 2019 году здесь прошла масштабная реконструкция. Появился амфитеатр, проведено озеленение, обновлены зоны для активного и спокойного отдыха.
Небольшой парк Сосенки расположен на пересечении Кавказского бульвара и Бакинской улицы. В 2021 году благоустроен по программе «Мой район». Созданы спорткластер для любителей экстремального спорта, каток, воркаут-зона, детские площадки, проведено озеленение.
Народный парк «Надежда» появился в 2013 году на месте пустыря на Ереванской улице. Назван по имени художницы Надежды Рушевой. Обустроена детская площадка и др., установлена скульптура в память о юной художнице.

### История района
- Старое Царицыно и окрестности
- Селения Южного округа // Царицыно
- Авторские исторические очерки Алекса Смыслова о Царицынских землях